# Ponte a Ema

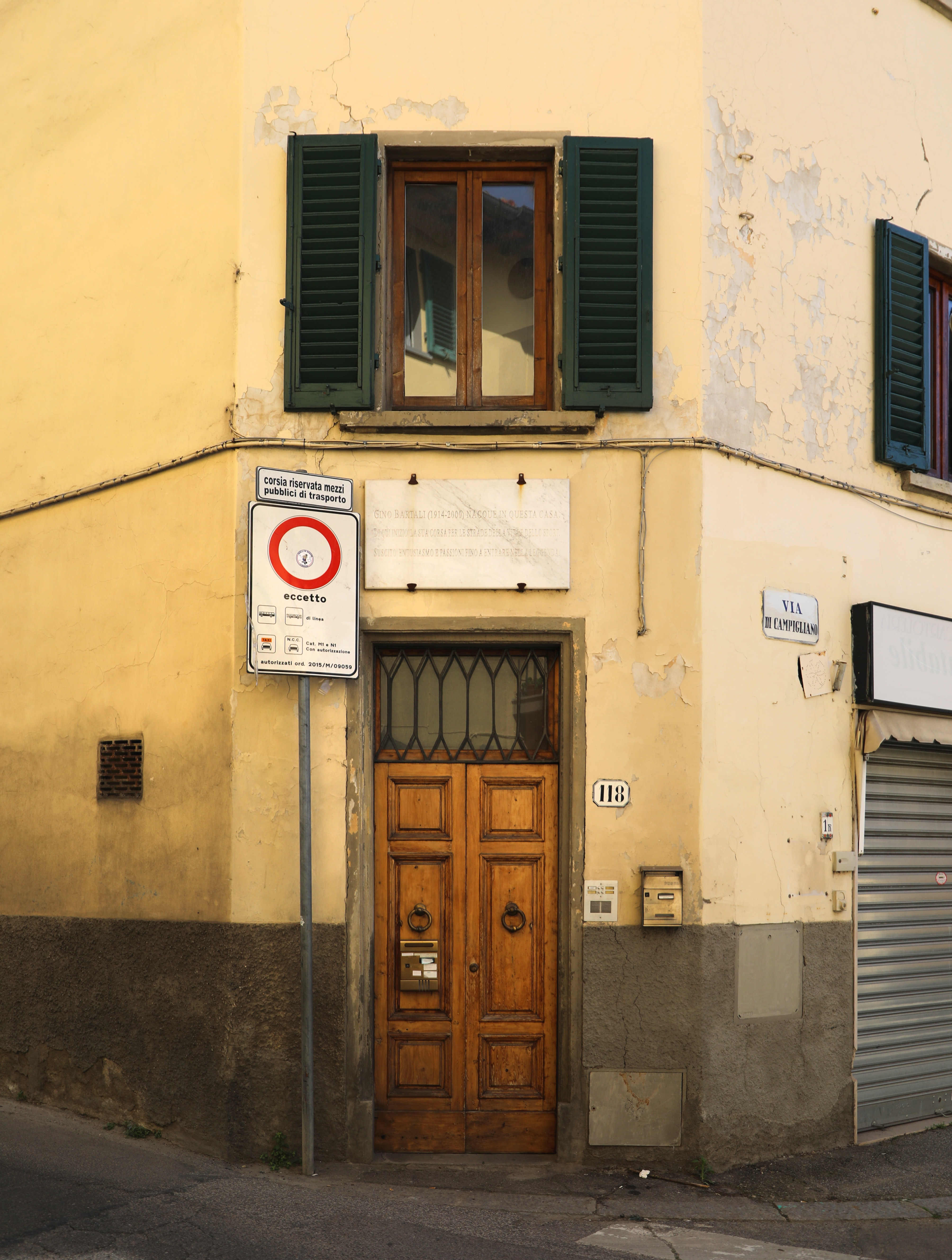
Casa natal de Gino Bartali en Ponte a Ema.

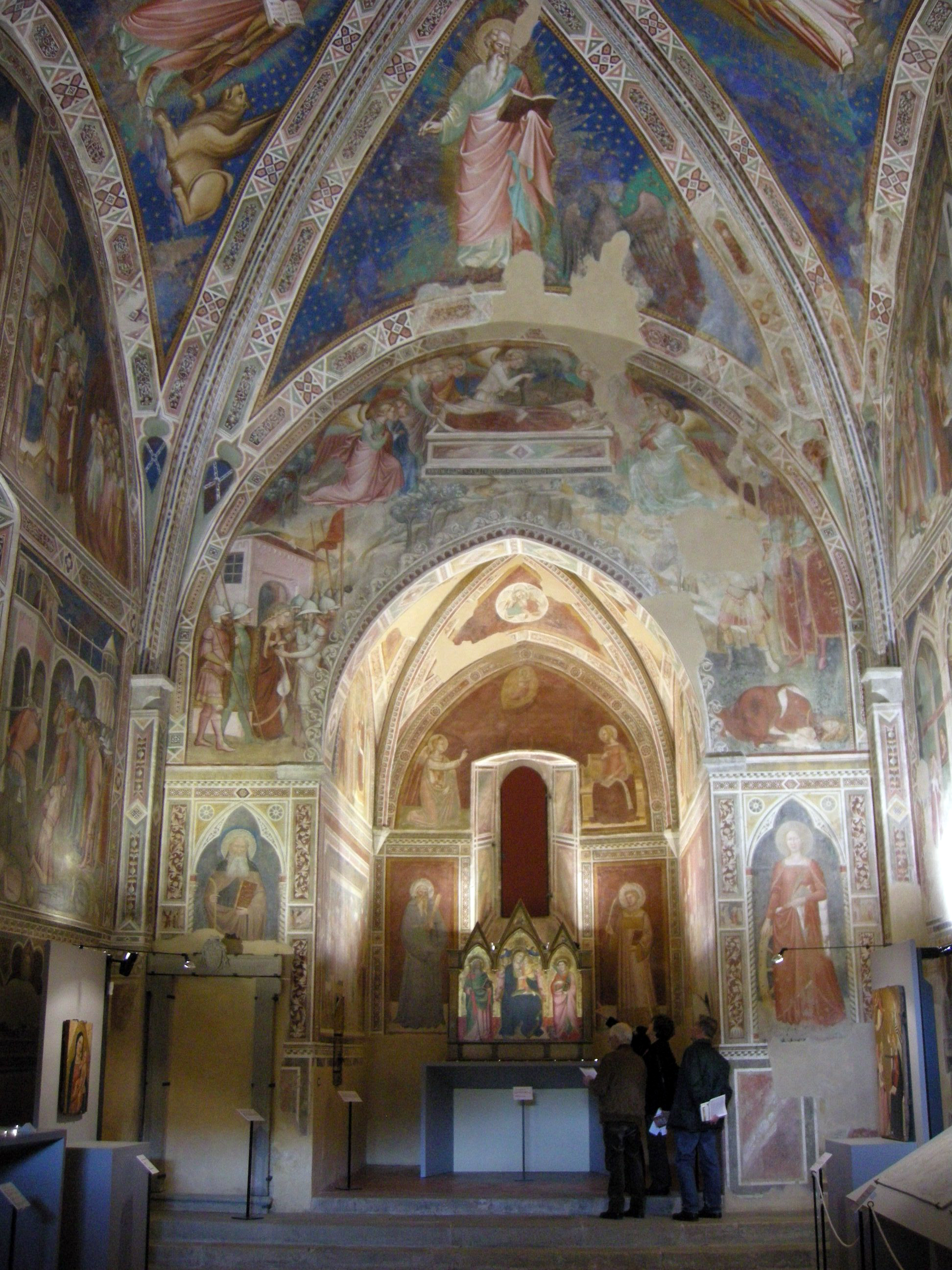
Oratorio di Santa Caterina delle Ruote

Ponte a Ema es una fracción adjunta al municipio de Bagno a Ripoli, perteneciente a Florencia, en la región de la Toscana (Italia).

## Información
El barrio es conocido particularmente por ser el lugar de nacimiento de Gino Bartali (y de su hermano Giulio). Alberga un museo dedicado a la vida del campeón (el Museo del Ciclismo Gino Bartali).
El puente sobre el río Ema, límite entre los municipios de Ponte a Ema y Campigliano, fue bombardeado y derribado durante la Segunda Guerra Mundial y más tarde reconstruido.
En la vía del Carota, Rimezzano, se localiza el importante Oratorio di Santa Caterina delle Ruote del siglo XIV. Muy cerca se encuentran los dos lugares más populosos de Ponte a Ema: Grassina y l'Antella .